# Rhön
Rhön je šumovito srednje visoko brdsko područje u središnjem dijelu Njemačke (Bavarska, Thüringen i Hessen). Rhön je poznat po svojim izvorima mineralne vode. Najviši vrh je Wasserkuppe (950 m). i najveći grad u blizini je Fulda.
Djelomično je vulkanskog podrijetla. 

## Galerija
- Wasserkuppe
- Kreuzberg (928 m)

## Vanjske poveznice
- www.rhoen.de – Službena stranica Rhön